# La leggenda di Arata
La leggenda di Arata (アラタカンガタリ ～革神語～?, Arata kangatari) è un manga shōnen scritto e disegnato da Yū Watase, serializzato su Weekly Shōnen Sunday dal 1º ottobre 2008 al 1º novembre 2023. Il primo volume è uscito in Giappone il 16 gennaio 2009, mentre la pubblicazione italiana è iniziata il 17 giugno 2010 dalla Planet Manga, divisione della Panini Comics.
Un adattamento animato prodotto dalla Satelight e dallo studio coreano JM Animation è stato trasmesso dall'8 aprile al 1º luglio 2013.

## Trama
Il mondo di Amawa è governato da una principessa, eletta ogni sessant'anni tra le ragazze della famiglia Hime. La sovrana, oltre a governare il regno, può influenzare e governare il potere delle Hayagami, potenti divinità dall'aspetto di spade.
La storia si apre con la scoperta che la famiglia Hime non ha generato figlie per molti anni: l'unico nato è stato infatti un ragazzo di nome Arata. La nonna di Arata convince il nipote a travestirsi da donna, in modo da partecipare alla cerimonia di successione e darle così il tempo di cercare una degna erede. Dopo incomprensibili esitazioni, Arata acconsente. Le cose, tuttavia, non vanno come sperato: durante la cerimonia, i Dodici Custodi (十二神鞘?, Jūni Shinshō) tradiscono la principessa e tentano di assassinarla, in modo da liberare il vero potere delle loro Hayagami. Durante la confusione il travestimento di Arata viene scoperto, dando ai Custodi il pretesto per accusarlo pubblicamente del misfatto.
Contemporaneamente, nel Giappone odierno, vive un altro Arata, Hinohara. Questi si appresta ad iniziare il primo anno di liceo, carico di speranze: desidera infatti gettarsi alle spalle le persecuzioni dei bulli, che lo hanno tormentato durante le scuole medie. Mentre Arata Hime fugge dai Custodi ed Arata Hinoara attraversa un vicolo, i due ragazzi vengono magicamente scambiati, senza che le persone attorno a loro notino l'accaduto.
Arata Hinohara rimane quindi coinvolto nella guerra tra i Dodici Custodi per il trono di Amawa. Qui, il giovane giapponese scopre non solo di essere lui stesso un custode, ottenendo l'Hayagami "Origine", ma anche che la principessa Kikuri, viva ancora per poco, lo incarica di portarle "Origine", prima che la sua vita giunga al termine.
Arata Hime si trova invece ad affrontare Kadowaki, il più ostile dei compagni di classe di Hinoara. La sua esperienza nel Giappone contemporaneo, mondo per lui totalmente estraneo, si rivela quindi più complessa del previsto.

## Personaggi
Arata Hinohara (日ノ原革?, Hinohara Arata)
Doppiato da: Nobuhiko Okamoto
È un ragazzo giapponese dei nostri giorni, che frequenta il primo anno di liceo. Qui incontrerà di nuovo Kadowaki, che già lo perseguitava alle medie. Questi riuscirà a mettergli contro la classe intera ed a strappargli l'unico amico, Suguru Nishijma. Scappando dalla scuola si ritroverà ad Amawa, il mondo dell'altro Arata. Qui sarà scelto come Custode dalla hayagami della famiglia Hime: Origine (創世?, Tsukuyo).
Il suo nome si scrive con gli stessi caratteri della parola giapponese per rivoluzione.
Arata Hime (アラタ?, Arata)
Doppiato da: Yoshitsugu Matsuoka
È l'unico discendente della famiglia Hime, costretto a travestirsi da donna per succedere alla principessa Kikuri, sua lontana parente. Quando Kikuri viene tradita dai Dodici Custodi, il suo travestimento viene scoperto ed il giovane è incolpato dell'omicidio. Scappando in una foresta magica (il Sacro bosco del Portale) si ritroverà nel Giappone moderno, prendendo il posto di Arata Himohara. Lui e Arata comunicano attraverso due pendagli, donati loro in occasioni diverse da Kotoha. Insieme alla famiglia Hinohara è protagonista di alcune strisce comiche a fondo volume che narrano le sue disavventure nel Giappone moderno.
Kotoha Umene (コトハ?, Kotoha)
Doppiata da: Ayahi Takagaki
È una ragazza, la sua famiglia serve gli Hime. La giovane ha il potere di curare le ferite ed il suo padrone è Arata Hime, poiché sono nati lo stesso giorno. Kotoha ama il ragazzo, tuttavia solo in seguito si rende conto che lui e Hinohara si sono scambiati.
Kikuri (キクリ?, Kikuri)
Doppiata da: Hibiku Yamamura
È la principessa di Amawa, dunque membro della famiglia Hime. Il suo compito è tenere sotto controllo il potere delle hayagami. Tradita dai Dodici Custodi, al momento è in fin di vita.
Kannagi (カンナギ?, Kannagi)
Doppiato da: Yūki Ono
È uno dei Dodici Custodi. Ha inflitto lui la ferita mortale a Kikuri, in modo da permettere a sé ed ai propri compagni di accedere al potere delle Spade Sacre e dominare il regno. La sua hayagami si chiama Fiamma (火焔?, Homura, in originale), ed è un dio del fuoco. Dopo che la spada gli viene rubata dal compagno Akachi, viene accolto al seguito di Arata Hinoara.
Masato Kadowaki (門脇 将人?, Kadowaki Masato)
Doppiato da: Ryōhei Kimura
Fin dalle medie, lui e Arata sono rivali nello sport. Masato è profondamente geloso di Hinoara ed in passato lo ha spesso vessato e umiliato. Anche alle superiori, fa di tutto per rendergli la vita un inferno mettendogli contro il resto della classe e rendendolo vittima di veri e propri atti di bullismo.

## Media

### Manga
Il manga, scritto e disegnato da Yū Watase, è stato serializzato dal 1º ottobre 2008 sulla rivista Weekly Shōnen Sunday edita da Shōgakukan. Nel gennaio 2014, Watase ha annunciato che la serie si stava dirigendo verso il suo climax. Nel corso dello stesso mese, Watase raccontò sul suo blog personale di alcune esperienze negative avute con un ex editor per la sua serie. Dopo la pubblicazione del capitolo uscito il 26 febbraio 2014, Watase ha interrotto la serie. Nel luglio dello stesso ha annunciato sul suo blog che la serie avrebbe ripreso la pubblicazione in autunno, in particolare, voleva farla ripartire ad ottobre, tuttavia, in quel mese annunciò sul suo profilo Twitter che il manga sarebbe tornato l'anno dopo. Nel maggio 2015, l'autrice annunciò che La leggenda di Arata sarebbe tornato a giugno, ma alla fine l'uscita slittò l'8 luglio. L'ultimo capitolo è stato pubblicato il 26 agosto 2015 prima di entrare in un'altra pausa. Nel maggio 2018, la mangaka pubblicò su Twitter il suo stato affermando che stava cercando di tornare a lavorare al manga nel corso di quell'anno, aggiungendo anche che si stava riprendendo dalla depressione. Nel luglio 2020, dichiarò che si era messa al lavoro per riprendere di nuovo il progetto. Nel dicembre 2020, rivelò di aver pianificato la trama rimanente. Weekly Shōnen Sunday ha ripubblicato i capitoli che sarebbero stati inclusi nel tredicesimo volume della nuova edizione del manga il 9 maggio 2021, mentre i nuovi capitoli sono stati serializzati sulla rivista a partire dal 7 luglio. La serie ha continuato la sua serializzazione sulla rivista fino al 20 aprile 2022, dopodiché è stata trasferita sul sito web Sunday Webry il 4 maggio successivo. Nel marzo 2023 è stato annunciato che la serie era entrato nel suo ultimo arco narrativo; la serie è terminata il 1º novembre 2023.
I vari capitoli sono stati raccolti in 24 volumi tankōbon pubblicati dal 16 gennaio 2009 al 18 settembre 2015. Shōgakukan ha anche ripubblicato la serie in una nuova edizione omnibus, denominata La leggenda di Arata: Remaster (アラタカンガタリ〜革神語〜 リマスター版?, Arata kangatari 〜 Rimasutā-ban), contenente due volumi in uno, che include i capitoli con delle pagine a colori tratte dalla rivista e varie altre modifiche. Il 14 maggio 2021, Watase ha scritto sul suo blog che l'edizione tankōbon non sarebbe stata più continuata in favore di quella Remaster. Sono stati pubblicati un totale di diciotto volumi usciti tra il 18 luglio 2013 e il 18 dicembre 2023.
In Italia la serie è stata pubblicata da Panini Comics sotto l'etichetta Planet Manga nella collana intitolata Collana Planet dal 17 giugno 2010 al 23 giugno 2016.

### Anime
Nel dicembre 2012, Weekly Shōnen Sunday annunciò che il manga avrebbe ricevuto un adattamento sotto forma di anime televisivo. La serie composta da dodici episodi è stato prodotta da Satelight in collaborazione con lo studio coreano JM Animation, ed è stata trasmessa su TV Tokyo dall'8 aprile al 1º luglio 2013. La sigla iniziale è Genesis Aria cantata dal gruppo Sphere mentre quelle di chiusura sono The Misfit Go (ep. 1-8) e Utsukushii sebone (美しい背骨?) (ep. 9-12) entrambe cantate dagli Oldcodex. La serie è stata trasmessa in streaming su Crunchyroll in versione sottotitolata negli Stati Uniti e in Canada.

#### Episodi
| Nº | Titolo italiano (traduzione letterale) Giapponese 「Kanji」 - Rōmaji                            | In onda        | In onda |
| Nº | Titolo italiano (traduzione letterale) Giapponese 「Kanji」 - Rōmaji                            | Giapponese     |         |
| 1  | La vita di Arata 「革ノ命～ARATA NO INOCHI～」 - Arata no inochi ~ARATA NO INOCHI~              | 8 aprile 2013  |         |
| 2  | Hayagami 「劍神～HAYAGAMI～」 - Hayagami ～HAYAGAMI～                                           | 15 aprile 2013 |         |
| 3  | La resa dei conti 「審判〜SHINPAN〜」 - Shinpan 〜SHINPAN〜                                     | 22 aprile 2013 |         |
| 4  | Risveglio 「覚醒〜KAKUSEI〜」 - Kakusei 〜KAKUSEI〜                                             | 29 aprile 2013 |         |
| 5  | Zokusho 「属鞘〜ZOKUSHO〜」 - Zokusho 〜ZOKUSHO〜                                               | 6 maggio 2013  |         |
| 6  | Okoro 「地龍〜OKORO〜」 - Okoro 〜OKORO〜                                                       | 13 maggio 2013 |         |
| 7  | Homura 「火焔〜HOMURA〜」 - Homura 〜HOMURA〜                                                   | 27 maggio 2013 |         |
| 8  | Orochi 「逐力〜OROCHI〜」 - Orochi 〜OROCHI〜                                                   | 3 giugno 2013  |         |
| 9  | Demonizzazione 「鬼化〜ONIKA〜」 - Onika 〜ONIKA〜                                              | 10 giugno 2013 |         |
| 10 | Ammirazione 「憧憬〜SHOUKEI〜」 - Shōkei 〜SHOUKEI〜                                            | 17 giugno 2013 |         |
| 11 | Forza vitale 「生命〜MITAMA〜」 - Mitama 〜MITAMA〜                                             | 24 giugno 2013 |         |
| 12 | La luce della creazione 「創世ノ光〜SOUSEI NO HIKARI〜」 - Sōsei no hikari 〜SOUSEI NO HIKARI〜 | 1º luglio 2013 |         |

## Accoglienza
Rebecca Bundy di Anime News Network ha assegnato come giudizio al primo volume del manga una B+ per i "disegni grandiosi e il design dei personaggi; inoltre, la capacità di Watase di creare storie interessanti è più nitida che mai". Ha anche notato che "il personaggio principale patetico e codardo rende tutto ciò che lo coinvolge doloroso da leggere". Deb Aoki di About.com osserva che la trama è quella di "un fantasy abbastanza stereotipato che è solo un po' troppo prevedibile per offrire ai fan qualcosa di veramente fresco e nuovo" ma che nonostante ciò la serie riusciva a "conquistare" il suo pubblico. Todd Douglass di Blogcritics.org disse che il primo volume era "fortemente raccomandato", nonostante alcune riserve. Christopher Nadolsk di Mania.com affermò sempre riguardante il primo volume che questo offriva "una lettura fantasy di evasione divertente e piacevole per gli occhi".